# Moḩammadābād-e Gonbakī
Moḩammadābād-e Gonbakī (persiska: محمد آباد گنبگی, Moḩammadābād-e Gonbagī, محمد آباد گنبکی) är en ort i Iran.   Den ligger i provinsen Kerman, i den sydöstra delen av landet, 1 000 km sydost om huvudstaden Teheran. Moḩammadābād-e Gonbakī ligger 700 meter över havet och antalet invånare är 128.
Terrängen runt Moḩammadābād-e Gonbakī är platt, och sluttar brant österut.Runt Moḩammadābād-e Gonbakī är det glesbefolkat, med 14 invånare per kvadratkilometer. Närmaste större samhälle är Shaltūkābād, 3,4 km norr om Moḩammadābād-e Gonbakī. Trakten runt Moḩammadābād-e Gonbakī är ofruktbar med lite eller ingen växtlighet.